# Lita Claver
Lita Claver (La Maña) nom artístic d'Emilia Giménez Giménez (Saragossa, 25 de febrer de 1945) és una vedet de revista. És aragonesa i establerta a Barcelona.
Va debutar a la revista als 15 anys a la Sala Oasis de Zaragoza. Va treballar com a artista còmica a El Molino, esdevenint-ne una figura emblemàtica. L'any 1985 esdevé empresària del Teatre Arnau, amb el seu marit, fins a l'any 1993. L'any 1987 va rebre el Premi FAD Sebastià Gasch com la millor artista de Music-hall.

## Trajectòria professional
Teatre i revista:
- 1994. Más fresca que nunca.
- 1995. Qué caña tiene la Maña.
- 1996. La tuerta suerte de Perico Galápago.
- 1997. Enredos. Al Teatre Tívoli de Barcelona.
- 1998. Con Maña y a lo loco.
- 1999. Nacidas para el humor, amb Paz Padilla, textos de Manuel Veiga. Estada al Teatre Goya de Barcelona[1]
- 2000. Con cierto humor, amb Salomé.
- 2002. 3 Mujeres sin.com, amb Malena Gracia i Chiqui Martí. Teatre Goya de Barcelona.
- 2008. Contra el espejo. Representacions a la Sala Muntaner de Barcelona.
- 2008. Más Maña que nunca.

Filmografia:
- 1977. Las alegres chicas de 'El Molino'.
- 1993. Semos peligrosos (uséase Makinavaja 2), amb Andrés Pajares.